# Sabotaje de la caza
El sabotaje de caza es una forma de acción directa que usan algunos activistas de derechos de los animales para interferir con la actividad de caza.
Los defensores de la lucha contra la caza se dividen en aquellos que creen en la intervención directa y aquellos que observan la caza para controlar la crueldad y denunciar violaciones de las leyes de bienestar animal.
- Los intervencionistas pueden poner pistas falsas o usar distracciones sonoras, olfativas y visuales para evitar que los cazadores tengan éxito, entretener a los perros, sentarse en la entrada de las madrigueras, u otras como destruir torres de caza,[1] y entrar  en fincas de caza y granjas para desarmar las trampas de animales.[2][3] La táctica de confrontar directamente a los cazadores ha provocado la muerte de varios activistas, incluido  Mike Hill.

- Los no intervencionistas usan videos, fotografías y declaraciones de testigos para apoyar el enjuiciamiento de los cazadores que cometen delitos o para crear conciencia y explicar porqué consideran que la caza es cruel, ineficaz o está mal interpretada.

## Por países
En el Reino Unido, los intervencionistas suelen ser miembros de la Hunt Saboteurs Association, mientras que los no intervencionistas suelen ser miembros de la League Against Cruel Sports, Protect Our Wild Animals o International Fund for Animal Welfare.
En España, organizaciones como Equanimal o la plataforma Matar por matar, non están involucradas en el sabotaje de la Copa Nacional de Caza del Zorro, persiguiendo a los cazadores mientras hacen ruido con megáfonos para asustar a los zorros e impedir su caza.